# Botswana aux Jeux du Commonwealth
Le Botswana participe aux Jeux du Commonwealth depuis les Jeux de 1974 à Christchurch, en Nouvelle-Zélande. Il est l'un des rares États africains à ne pas boycotter les Jeux de 1986 à Édimbourg. Les Botswanais ont remporté à ce jour dix-neuf médailles, dont cinq en or : onze en athlétisme, sept en boxe, et une en boulingrin (la médaille de bronze de Flora Anderson en simple femmes en 1986). 

## Médailles
Résultats par Jeux :
| Année | Médaille d'or | Médaille d'argent | Médaille de bronze | Total   |
| ----- | ------------- | ----------------- | ------------------ | ------- |
| 1974  | 0             | 0                 | 0                  | 0       |
| 1982  | absents       | absents           | absents            | absents |
| 1986  | 0             | 0                 | 1                  | 1       |
| 1990  | 0             | 0                 | 0                  | 0       |
| 1994  | 0             | 0                 | 1                  | 1       |
| 1998  | 0             | 0                 | 0                  | 0       |
| 2002  | 0             | 2                 | 1                  | 3       |
| 2006  | 0             | 1                 | 1                  | 2       |
| 2010  | 1             | 1                 | 2                  | 4       |
| 2014  | 1             | 0                 | 0                  | 1       |
| 2018  | 3             | 1                 | 1                  | 5       |
| 2022  | 0             | 1                 | 1                  | 2       |
| Total | 5             | 6                 | 8                  | 19      |

Médaillés d'or :
| Nom                                                               | Jeux | Discipline | Épreuves              | Résultat                  |
| ----------------------------------------------------------------- | ---- | ---------- | --------------------- | ------------------------- |
| Amantle Montsho                                                   | 2010 | Athlétisme | 400 mètres femmes     | 50,10 s (record des Jeux) |
| Nigel Amos                                                        | 2014 | Athlétisme | 800 mètres hommes     | 1 min 45 s 18             |
| Isaac Makwala                                                     | 2018 | Athlétisme | 400 mètres hommes     |                           |
| Amantle Montsho                                                   | 2018 | Athlétisme | 400 mètres femmes     |                           |
| Isaac Makwala Leaname Maotoanong Onkabetse Nkobolo Baboloki Thebe | 2018 | Athlétisme | Relais 4 × 400 hommes |                           |